# 아우더에이설강

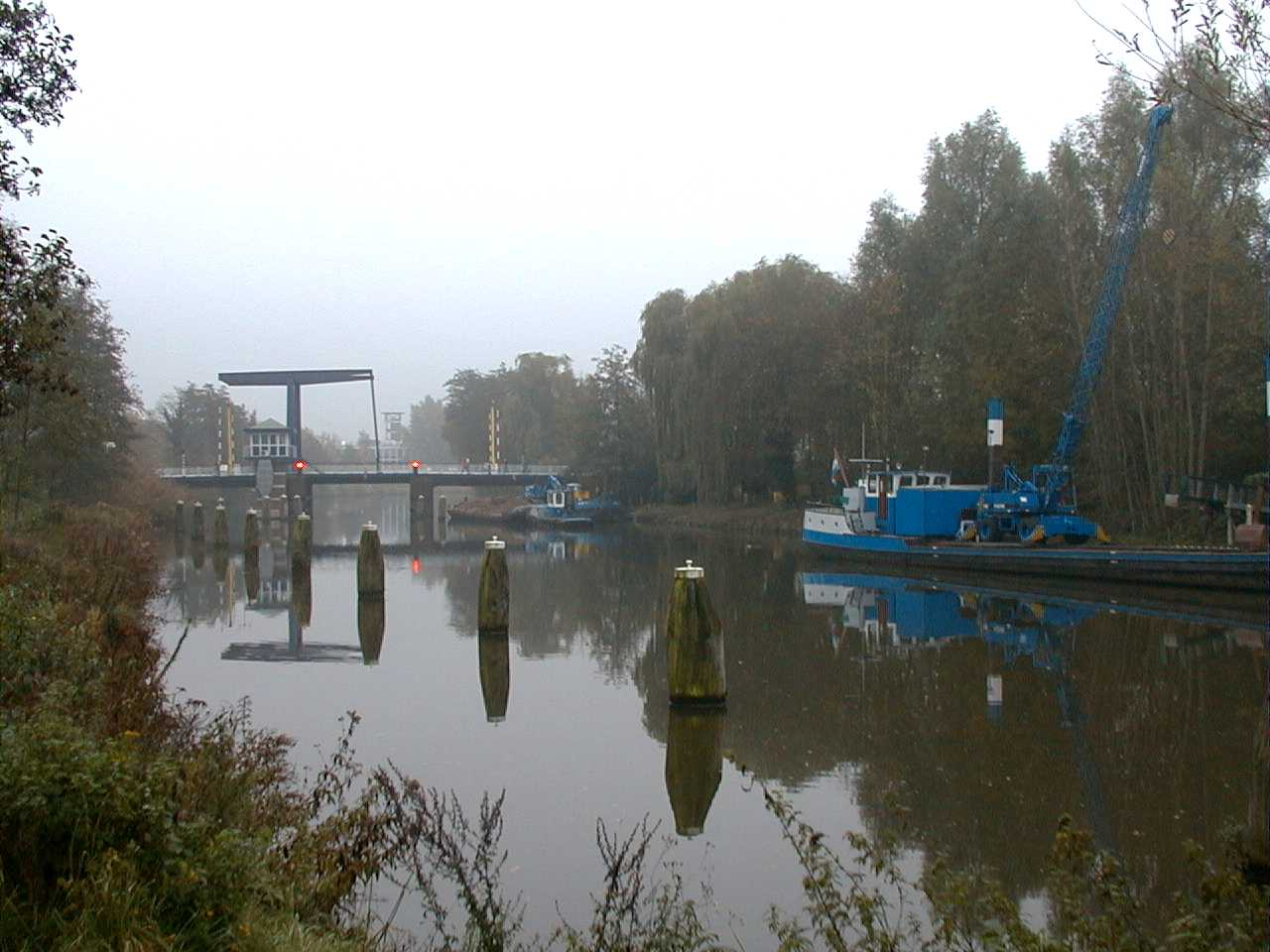
두틴험 인근에 위치한 아우더에이설강의 다리

아우더에이설강(네덜란드어: Oude IJssel) 또는 이셀강(독일어: Issel)은 독일, 네덜란드에 위치한 강으로 길이는 81.7 km, 유역 면적은 1,214 km2, 평균 유랑은 10.5 m3/s이다. 아우더에이설강은 네덜란드어로 "옛 에이설강"을 뜻한다.
독일 노르트라인베스트팔렌주 보르켄(Borken) 인근에서 발원하여 남서쪽 방향으로 흐른 다음에 베젤(Wesel)에 위치한 라인강 인근 지대에서 방향을 북서쪽으로 바꾸면서 흐른다. 이셀부르크(Isselburg)에서 네덜란드 국경을 거쳐 헬데를란트주 방향으로 흐른 다음에는 두스뷔르흐에서 에이설강과 합류하면서 두틴험 방향으로 흘러간다.